# Brongniartia imitator
Brongniartia imitator är en ärtväxtart som beskrevs av Mcvaugh. Brongniartia imitator ingår i släktet Brongniartia och familjen ärtväxter. Inga underarter finns listade i Catalogue of Life.